# Mercedes-Benz type 245
Mercedes-Benz B-klassen (type T245) var en kompakt MPV fra Mercedes-Benz, som mellem midten af 2005 og midten af 2011 blev solgt som Sports Tourer ligesom R-klassen.

## Historie
B-klassen blev præsenteret på Geneve Motor Show fra den 3. til 13. marts 2005. Produktionen startede i april måned samme år, og den officielle præsentationstermin var den 4. juni. Efter fabrikantens opgivelser forbandt bilen fordelene fra flere forskellige bilklasser.
- Bagfra

### Facelift
Den 14. marts 2008 blev en faceliftet version af B-klassen præsenteret på Geneve Motor Show.
Den modificerede model kom på markedet i juni 2008. I centrum af dette facelift stod frem for alt miljøvenlighed og komfort. Den faceliftede B-klasse kunne kendes på den "todelte" kofanger, ligesom på E-klassen (type 211). I juni 2009 blev den 500.000'ende B-klasse solgt.
Til de meget efterspurgte versioner B 150 og B 170 udviklede DaimlerChrysler et start/stop-system, som afbrød motoren under pauser i trafikken. Ved berøring af koblingspedalen gik motoren automatisk i gang igen.
Produktionen af type 245 blev indstillet i juni 2011, og efterfølgeren type 246 kom på markedet allerede i november samme år.
- Mercedes-Benz B-Klasse (2008-2011)
- Bagfra

## Opbygning
B-klassen var ligesom den mindre A-klasse opbygget efter sandwich-konceptet og var forhjulstrukket. Dermed var motor og gearkasse placeret både foran og under passagerkabinen, hvilket sparede plads og øgede sikkerheden. Ved en frontalkollision blev motor og gearkasse skubbet ind under passagerkabinen. På trods af kompakte ydermål med en længde på 4,27 m havde B-klassen fem siddepladser eller 2245 liter (med fremklappet passagerforsæde) bagageplads, det samme som større limousiner og stationcars. Dette rumfang var på trods af mindre ydermål større end f.eks. Opel Zafira og Volkswagen Touran.
Autostole kunne på bagsædet kun monteres sikkert på vinduespladserne, hvor der også var Isofix-holdere. Mod merpris kunne der til passagerforsædet monteres en automatisk børnesædegenkendelse, som deaktiverede passagerairbagen. Dette fungerer dog kun med specielle babysæder, som kan købes hos Mercedes-Benz-forhandlerne.

## Alternativ drivkraft
Fra juni 2008 kunne der med NGT-modellen leveres en naturgasbil. Udover den normale benzintank på 54 liter havde modellen en naturgastank på 16 kg.
B-klassen skulle efter fabrikantens opgivelser som efterfølger for F-Cell A-klassen videreføre brændstofcelleteknikken; en serieproduktion af denne model var dog ikke planlagt.

## Motorvarianter
B-klassen fandtes med seks forskellige firecylindrede motorer. Motorerne med betegnelsen CDI var dieselmotorer med commonrail-indsprøjtning og turbolader. B 200 Turbo blev bygget frem til den 31. oktober 2010, da alle biler bygget fra og med 1. januar 2011 skulle opfylde Euro5-normen. Udviklingsprojektet, som blev gennemført på de øvrige motorer, havde man her sparet idet man tog motoren helt af programmet, da markedsandelen for denne motor lå på mindre end to procent. Alle øvrige motorer opfyldt herefter Euro5-normen.

### Tekniske data
| Model                    | Cylindre | Ventiler pr. cylinder | Slagvolume cm³ | Effekt kW (hk) / omdr. | Drejningsmoment Nm / omdr. | Motortype            | Gearkasse | 0-100 km/t sek. | Topfart km/t | Byggeår     |
| ------------------------ | -------- | --------------------- | -------------- | ---------------------- | -------------------------- | -------------------- | --------- | --------------- | ------------ | ----------- |
| Benzinmotorer            |          |                       |                |                        |                            |                      |           |                 |              |             |
| B 150                    | 4        | 2                     | 1498           | 70 (95) / 5200         | 140 / 3500 − 4200          | M 266 E 15           | M5        | 13,2            | 174          | 2005 − 2009 |
| B 150                    | 4        | 2                     | 1498           | 70 (95) / 5200         | 140 / 3500 − 4200          | M 266 E 15           | CVT       | 14,2            | 168          | 2005 − 2009 |
| B 160                    | 4        | 2                     | 1498           | 70 (95) / 5200         | 140 / 3500 − 4000          | M 266 E 15           | CVT       | 14,2            | 168          | 2009 − 2011 |
| B 160 BlueEFFICIENCY     | 4        | 2                     | 1498           | 70 (95) / 5200         | 140 / 3500 − 4000          | M 266 E 15           | M5        | 13,2            | 174          | 2009 − 2011 |
| B 170                    | 4        | 2                     | 1699           | 85 (115) / 5500        | 155 / 3500 − 4000          | M 266 E 17           | M5        | 11,3            | 184          | 2005 − 2009 |
| B 170                    | 4        | 2                     | 1699           | 85 (115) / 5500        | 155 / 3500 − 4000          | M 266 E 17           | CVT       | 12,0            | 180          | 2005 − 2009 |
| B 170 NGT                | 4        | 2                     | 2034           | 85 (115) / 5750        | 165 / 3500 − 4000          | M 266 E 20           | M5        | 12,4            | 184          | 2008 − 2009 |
| B 170 NGT                | 4        | 2                     | 2034           | 85 (115) / 5750        | 165 / 3500 − 4000          | M 266 E 20           | CVT       | 13,2            | 180          | 2008 − 2009 |
| B 180                    | 4        | 2                     | 1699           | 85 (115) / 5500        | 155 / 3500 − 4000          | M 266 E 17           | CVT       | 12,0            | 180          | 2009 − 2011 |
| B 180 BlueEFFICIENCY     | 4        | 2                     | 1699           | 85 (115) / 5500        | 155 / 3500 − 4000          | M 266 E 17           | M5        | 11,3            | 184          | 2009 − 2011 |
| B 180 NGT BlueEFFICIENCY | 4        | 2                     | 2034           | 85 (115) / 5750        | 165 / 3500 − 4000          | M 266 E 20           | M5        | 12,4            | 184          | 2009 − 2011 |
| CVT                      | 4        | 2                     | 2034           | 85 (115) / 5750        | 165 / 3500 − 4000          | M 266 E 20           | 13,2      | 180             |              | 2009 − 2011 |
| B 200                    | 4        | 2                     | 2034           | 100 (136) / 5500       | 185 / 3500 − 4000          | M 266 E 20           | M5        | 10,1            | 196          | 2005 − 2011 |
| B 200                    | 4        | 2                     | 2034           | 100 (136) / 5500       | 185 / 3500 − 4000          | M 266 E 20           | CVT       | 10,2            | 190          | 2005 − 2011 |
| B 200 Turbo              | 4        | 2                     | 2034           | 142 (193) / 5000       | 280 / 1800 − 4850          | M 266 E 20 AL        | M6        | 7,6             | 225          | 2005 − 2010 |
| B 200 Turbo              | 4        | 2                     | 2034           | 142 (193) / 5000       | 280 / 1800 − 4850          | M 266 E 20 AL        | CVT       | 7,4             | 218          | 2005 − 2010 |
| Dieselmotorer            |          |                       |                |                        |                            |                      |           |                 |              |             |
| B 180 CDI                | 4        | 4                     | 1991           | 80 (109) / 4200        | 250 / 1600 − 2600          | OM 640 DE 20 LA red. | M6        | 11,3            | 183          | 2005 − 2011 |
| B 180 CDI                | 4        | 4                     | 1991           | 80 (109) / 4200        | 250 / 1600 − 2600          | OM 640 DE 20 LA red. | CVT       | 11,8            | 178          | 2005 − 2011 |
| B 200 CDI                | 4        | 4                     | 1991           | 103 (140) / 4200       | 300 / 1600 − 3000          | OM 640 DE 20 LA      | M6        | 9,6             | 200          | 2005 − 2011 |
| B 200 CDI                | 4        | 4                     | 1991           | 103 (140) / 4200       | 280 / 1600 − 3000          | OM 640 DE 20 LA      | CVT       | 9,7             | 195          | 2005 − 2011 |

1. 1 2  Bivalent drift med benzin og naturgas